# Тина (язык)
Тина (самбали, самбал) — один из самбальских языков, язык самбальцев. Распространён в филиппинской провинции Самбалес, главным образом в муниципалитетах Санта-Крус, Канделариа, Масинлос, Палауинг и Иба, а также в провинции Пангасинан, муниципалитет Инфанта. Часть носителей проживает в других районах страны, главным образом на острове Палаван и в манильской агломерации.
Наиболее близкородственный язык — ботоланский, который понимается носителем тина почти на 70 %.

## Название
Термин «тина» или «тина самбал» был впервые использован исследователями Летнего института лингвистики (SIL) в 1976—1979 гг. Многими самбальцами данное название оценивается как унижительное, не используется и не признаётся.

## Фонетика
В Самбали имеется 19 фонем: 16 согласных и 3 гласные. Слоговая структура довольно проста.

### Гласные
- /a/ неогубленный гласный переднего ряда нижнего подъёма
- /i/ неогубленный гласный переднего ряда верхнего подъёма
- /u/ (пишется как ‘o’) огубленный гласный заднего ряда верхнего подъёма

5 основных дифтонгов: /aɪ/, /uɪ/, /aʊ/, /ij/, and /iʊ/.

### Ударение
Ударение играет важное значение, так как зачастую играет смыслоразличительную роль.

## Пример текста
Отче Наш (Евангелие от Матфея)
Ama mi a ison ha langit,

sambawon a ngalan mo.

Ma-kit mi na komon a pa-mag-ari mo.

Ma-honol komon a kalabayan mo iti ha lota

a bilang anamaot ison ha langit.

Biyan mo kami komon nin

pa-mangan mi para konan yadtin awlo;

tan patawaron mo kami komon ha kawkasalanan mi

a bilang anamaot ha pa-matawad mi

konlan ampagkasalanan komi.

Tan komon ando mo aboloyan a matokso kami,

nokay masbali ipa-lilih mo kamin kay makagawa doka,

ta ikon moy kaarian, kapangyarian tan karangalan a homin

panganggawan. Amen.